# Бриджес, Ллойд
Ллойд Вернет Бриджес-младший (англ. Lloyd Vernet Bridges, Jr.; 15 января 1913 — 10 марта 1998) — американский актёр. Отец актёров Бо и Джеффа Бриджеса.

## Карьера
Бриджес родился в 1913 году в Сан-Леандро, Калифорния. Его отец хотел, чтобы мальчик стал юристом, однако тот со школьных дней мечтал об актёрской карьере. В 1936 году молодой Ллойд Бриджес, не привлекая к себе повышенного внимания, уже сыграл в своём первом фильме. В 1939 году он дебютировал на Бродвее в постановке «Отелло».
В художественных фильмах Бриджес играл преимущественно небольшие роли и никогда не был одной из ведущих звёзд Голливуда. Тем не менее, у него было немало запоминающихся работ в кино. К числу таковых, к примеру, относится роль Харви Пелла в вестерне 1952 года «Ровно в полдень». С 1957 по 1961 год Бриджес играл в телесериале «Морской охотник» (англ. Sea Hunt), принёсшем ему широкую известность в США. Также он был частым гостем в мини-сериалах, таких как «Корни», «Как был завоёван запад», «Звёздный крейсер „Галактика“» (1978). Дважды номинировался на «Эмми».
Ближе к концу карьеры Бриджес открыл в себе комедийные способности и снялся в ряде пародийных фильмов: «Аэроплан!», «Горячие головы», «Мафия Джейн Остин!» и других.

## Личная жизнь
Во время учёбы в Калифорнийском университете Лос-Анджелеса, где он изучал политологию, Бриджес встретил свою будущую жену Дороти Симпсон. Они поженились в 1938 году в Нью-Йорке и не расставались до самой смерти. У семейной пары было трое сыновей и дочь. Двое его детей, Бо Бриджес и Джефф Бриджес, пошли по стопам отца и ныне также являются известными актёрами.
Ллойд Бриджес скончался в марте 1998 года, всего через несколько недель после окончания съёмок фильма «Мафия Джейн Остин!».

## Избранная фильмография
| Год       |    | Русское название                          | Оригинальное название             | Роль                         |
| --------- | -- | ----------------------------------------- | --------------------------------- | ---------------------------- |
| 1942      | ф  | Контршпионаж                              | Counter-Espionage                 | официант (в тирах не указан) |
| 1943      | ф  | Самое странное дело Криминального доктора | The Crime Doctor's Strangest Case | Джимми Троттер               |
| 1943      | ф  | Сахара                                    | Sahara                            | Фред Кларксон                |
| 1944      | ф  | Раса господ                               | The Master Race                   | Фрэнк                        |
| 1945      | ф  | Прогулка под солнцем                      | A Walk in the Sun                 | Сержанд Уорд                 |
| 1946      | ф  | Проход каньона                            | Canyon Passage                    | Джонни Стил                  |
| 1947      | ф  | Шомпол                                    | Ramrod                            | Ред Кейтс                    |
| 1947      | ф  | Непобеждённый                             | Unconquered                       | Лейтенант Хатчинс            |
| 1948      | ф  | Восход луны                               | Moonrise                          | Джерри Сайкс                 |
| 1949      | ф  | Дом храбрых                               | Home of the Brave                 | Финч                         |
| 1949      | ф  | Попавший в ловушку                        | Trapped                           | Трис Стюарт                  |
| 1950      | ф  | Звук ярости                               | The Sound of Fury                 | Джерри Слокам                |
| 1950      | ф  | Ракета X-М                                | Rocketship X-M                    | Флойд Грэхем                 |
| 1952      | ф  | Плимутское приключение                    | Plymouth Adventure                | Коппин                       |
| 1952      | ф  | Ровно в полдень                           | High Noon                         | Харви Пелл                   |
| 1956      | ф  | Продавец дождя                            | The Rainmaker                     | Ноа Карри                    |
| 1958      | ф  | Богиня                                    | The Goddess                       | Сеймур                       |
| 1958—1961 | с  | Морской охотник                           | Sea Hunt                          | Майк Нельсон                 |
| 1966      | ф  | Вокруг света под водой                    | Around the World Under the Sea    | Доктор Дуг Стендиш           |
| 1977      | с  | Корни                                     | Roots                             | Эван Брент                   |
| 1978—1979 | с  | Звёздный крейсер «Галактика»              | Battlestar Galactica              | Капитан Кейн                 |
| 1979      | ф  | Пятый мушкетёр                            | The Fifth Musketeer               | Арамис                       |
| 1980      | ф  | Аэроплан!                                 | Airplane!                         | Стивен Маккроски             |
| 1981      | с  | К востоку от рая                          | East of Eden                      | Сэмюел Хэмилтон              |
| 1982      | ф  | Аэроплан II: Продолжение                  | Airplane II: The Sequel           | Стивен Маккроски             |
| 1984      | с  | Бумажные куклы                            | Paper Dolls                       | Грант Харпер                 |
| 1986      | с  | Север и Юг                                | North And South                   | Джефферсон Дэвис             |
| 1988      | ф  | Такер: человек и его мечта                | Tucker: The Man and His Dream     | сенатор Гомер Фергюсон       |
| 1989      | ф  | Родственники                              | Cousins                           | Винсент Козински             |
| 1990      | ф  | Джо против вулкана                        | Joe Versus The Volcano            | Сэмюел Харви Грейнемор       |
| 1991      | ф  | Горячие головы                            | Hot Shots!                        | Адмирал Бенсон               |
| 1992      | ф  | Дорогая, я увеличил ребёнка               | Honey I Blew Up the Kid           | Клиффорд Стерлинг            |
| 1993      | ф  | Горячие головы! Часть 2                   | Hot Shots! Part Deux              | Президент Бенсон             |
| 1994      | ф  | Сметённые огнём                           | Blown Away                        | Макс О’Баннон                |
| 1995      | тф | Ничто не вечно                            | Nothing Lasts Forever             | Джон Кронин                  |
| 1997      | с  | Сайнфелд                                  | Seinfeld                          | Иззи Мандельбаум             |
| 1998      | ф  | Мафия!                                    | Jane Austen's Mafia!              | Винченцо Кортино             |